# Manfred Kollig

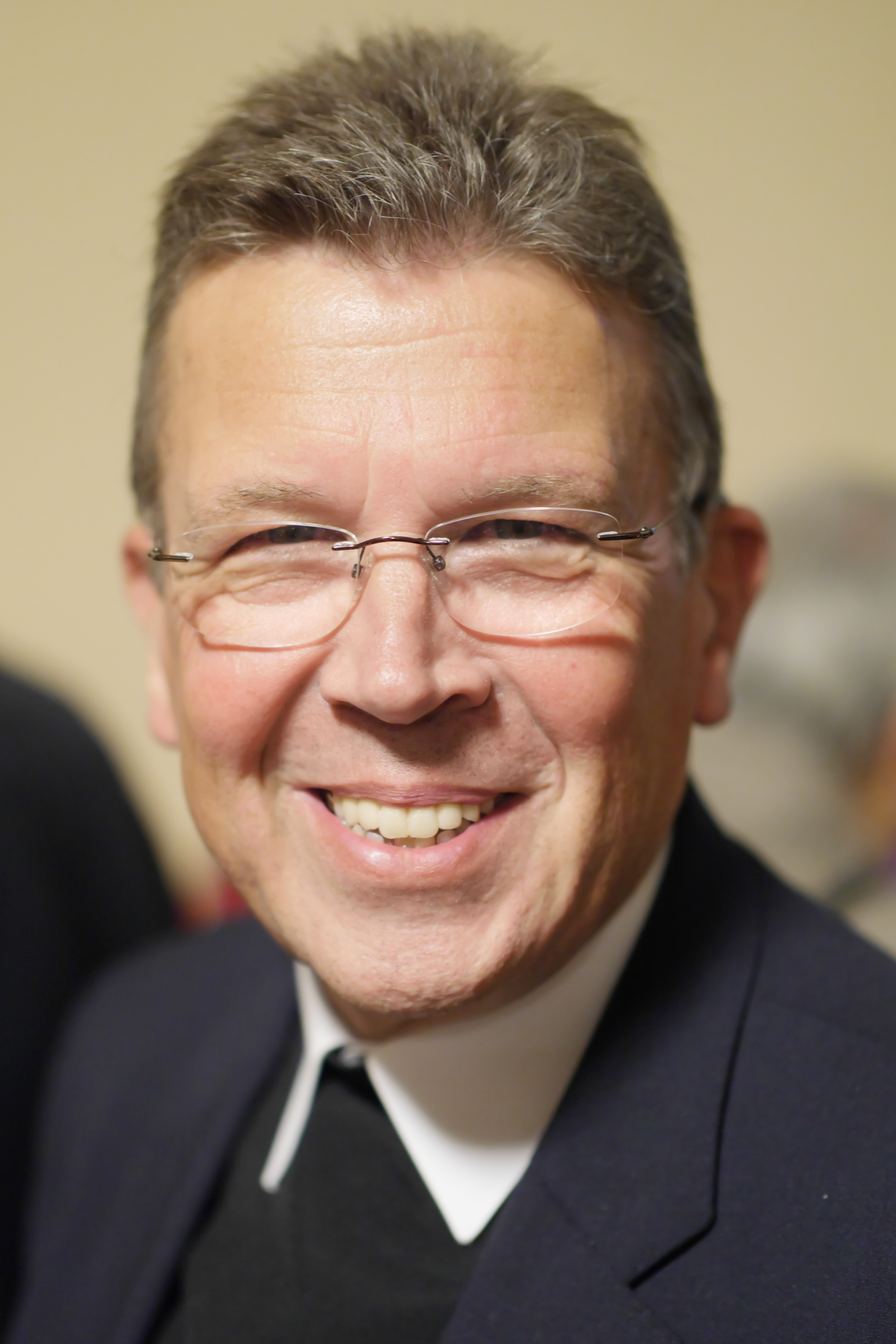
Pater Manfred Kollig SSCC (2017)

Manfred Kollig SSCC (* 1956 in Koblenz) ist ein deutscher Ordenspriester und Generalvikar des Erzbistums Berlin.

## Leben
Manfred Kollig trat 1974 der Ordensgemeinschaft der Arnsteiner Patres bei und legte 1978 die ewige Profess ab. Er studierte in Simpelveld und Münster und empfing 1981 das Sakrament der Priesterweihe.
Nach Tätigkeit in der Pfarrseelsorge leitete er von 1983 bis 1987 die ordenseigene Jugendbegegnungsstätte Kloster Arnstein. Anschließend war er bis 1994 Schulseelsorger und seit 1990 auch Referent in der Schulabteilung des Bistums Münster. Von 1994 bis 2000 war er in der Ordensleitung der Arnsteiner Patres in Rom tätig. Nach seiner Rückkehr war P. Manfred Ordensoberer der Gemeinschaft in Werne und wirkte in der Schulseelsorge. Ab 2003 war er in der Vorbereitung des Weltjugendtages 2005 für die Gestaltung der Liturgie verantwortlich. Ab 2006 war er Leiter der Schulabteilung und ab 2011 der Hauptabteilung Seelsorge im Bistum Münster.
Am 3. November 2016 ernannte ihn Erzbischof Heiner Koch mit Wirkung vom 1. Februar 2017 zum Generalvikar des Erzbistums Berlin. Die Amtseinführung fand am 2. Februar 2017 statt.